# Habsburg–török háború (1540–47)
Az 1540–47-es Habsburg–török háború az Oszmán Birodalom háborúja Ausztria, Csehország, Magyarország és Horvátország ellen. I. Ferdinándot csapatokkal segítette III. Pál pápa, a testvére, V. Károly német-római császár és spanyol király, a Velencei és Raguzai Köztársaság, valamint néhány német állam. A legtöbb részt vevő ország azonban 1542 után kivonult a hadszíntérről.
A harc először az előző magyar belháború folytatásaként indult látszólag a magyar trónért, mivel noha 1538-ban Szapolyai János és Ferdinánd egyezséget kötött, amelyben Szapolyai nem adta át az országot, s fiát koronáztatta királlyá. A Habsburgok seregei kétszer próbáltak igényüket érvényesíteni és térdre kényszeríteni a csecsemő király János Zsigmond anyját, Izabella királynét (II. Zsigmond lengyel király lányát), valamint híveit, köztük Martinuzzi Györgyöt. A második kísérletet a Oszmán Birodalom nem nézte tétlenül, amely már az előző háborúban is a Habsburgok ellen hadakozott, ezért segítséget vitt, és vereséget mért Ferdinánd erőire.
I. Szulejmán szultánnak, az Oszmán Birodalom uralkodójának be kellett látnia, amit már előzőleg is tapasztalhatott, hogy Magyarországon az általa támogatott, 1541-re már jócskán lecsökkent Habsburg-ellenes csoport nem fogja tudni meggátolni az osztrák előretörést, ezért elhatározta az ország egy részének bekebelezését, másik hányadának vazallusi viszonyba kényszerítését. Budára a törökök egyszerűen besétáltak, s ezúttal nem ideiglenesen szállták meg, sőt száznegyvenöt évig ki sem engedték a markukból. Ez az ország három részre szakadásának kezdetét jelentette. A török háborúk ettől kezdve felmérhetetlen kárt és szenvedést okoztak Erdély, Magyarország, Horvátország népének és más környező országoknak.
1542-ben a Német-római Birodalom rendjei más országokkal egy látványos, de rosszul előkészített és rossz személyekre bízott válaszcsapást indított, ami nemhogy Budáról nem tudta kiűzni a törököt, de még a gyengén védett Pestet sem volt képes felszabadítani. A kudarc miatt Ausztria már nem számíthatott V. Károly segítségére.
1543-ban a szultán rendre aratta győzelmeit és az addig még keskeny hódoltsági területet egy esztendő alatt (többek között Pécs és Fehérvár elfoglalásával) látványosan és jelentősen kiszélesítette az oszmán hadsereg. A háborúra ösztönözte a szultánt (ahogy az előző két évtizedben is) I. Ferenc francia király, aki fogadkozott, hogy a török és a francia sereg közösen foglalja el Bécset. Bár erre nem került sor, de a franciák közvetve érintve voltak a háborúban, nyugaton támadásaikkal a német és a spanyol haderő jelentős részét lekötötték, és elvonták a magyarországi fronttól.
Mivel ekkor a török hadigépezetet nyílt mezőn nem lehetett legyőzni, ezért a Habsburg uralkodó újból ahhoz az eszközhöz nyúlt, amelyet Magyarországon előtte már Luxemburgi Zsigmond vagy Mátyás király is megtett és erőteljesen szorgalmazott – a végvárrendszerhoz.
Itt az idő rövidsége és a megmaradt, a történelmi Magyarország belső törzsterületét képező régióban található várak elégtelensége miatt olyan hatásos végvárakat nem lehetett kialakítani, mint Nándorfehérvár vonala mentén, de a nehézségek ellenére az elszántan küzdő magyarságnak sikerült némileg lassítani a további török előretörést.
A következő háborút is a várharcok jellemezték, de az 1540–47. évi konfliktus már világosan mutatta, hogy az elkövetkező korszakban állóháborúval számolhat az ország. A háború megmerevedése, főként hosszabb időre egyet jelentett azzal. hogy a vidékek pusztulni fognak, ez pedig akadályozza a gazdaságot termelésben és a fejlődésben egyaránt.
Ebben a háborúban vettek részt először a török oldalon a tatárok. A tatár fejedelmek a 15. század második fele óta szolgálták az Oszmán Birodalmat, és őket tartották a legszörnyűbb erőknek a török hadseregben. Az 1543. évi hadjárat még csak első fellépésük volt a magyarországi hadszíntereken, s nem végeztek még akkora pusztítást, mint a későbbi háborúkban.
Buda elvesztése után Fráter György ráébredt, hogy az az útvonal, amit korábbi királya, Szapolyai követett, nem volt helyes, igaz, hogy rászorult, de nyilvánvaló volt már azelőtt is, hogy az ország érdekét a törökkel való szövetség nem szolgálhatja. Az 1541 után kialakulófélben levő Erdély fontos színtere lesz a kor politikai és katonai küzdelmeinek, s a történelem az ország egyesítését szánja ezen új államnak, melyhez alapot György barát biztosít.
A török hódítás óriási veszteségeket okozott a hódoltsági területeken. A lakosságot nem ölték meg mindig, de értékeit gyakran mind egy szálig elrabolták vagy elpusztították, emiatt tömegek váltak földönfutóvá. 1568-ig folyamatosan szakadtak ki elemek a társadalomból, elsősorban az alföld lakóiból, akiknek azonban a Királyi Magyarországon sem jutott hely, s a törökök is szabadulni igyekeztek tőlük. Ennek nemcsak az lett az eredménye, hogy a földönfutóvá lett parasztok és mezővárosi polgárok még a törvényen kívüliek, vagy más nyomorgók számát szaporították, hanem az is, hogy az 1560-as évekre már rengetegen lettek a reformáció hívei.

## Előzmények
Miután a mohácsi csatában II. Lajos király holtan maradt, az országnak nem volt uralkodója. Minthogy a szultán nem vette birtokba az országot, ezért összegyűltek a nemesek a királyválasztásra, viszont két különböző álláspont alakult ki: mivel az ország tönkretételéért a Jagellókat tették felelőssé, az ország nagy hányada nem akart újabb külföldi királyt, sem bármiféle perszonáluniót bármelyik szomszédos országgal. Az 1505-ben hozott rákosi végzés kijelentette, hogy csak a leghatalmasabb magyar főurakból választanak maguknak uralkodót a magyarok. Ez a nemzeti színezetű irányvonal némileg téves elképzelésből fakadt, ugyanis a probléma egészen más gyökerű volt, amely a kaotikus állapotokat eredményezte az országban. A végzés azonban nem emelkedett törvényerőre, mert a rendi dualizmusban ehhez az uralkodói ratifikálásra is szükség lett volna.
II. Ulászló azonban látszólag nem figyelt fel a végzésre, noha semmi ereje nem volt a hatalmaskodó nemesekkel szemben, mégis 1515-ben a Habsburgokkal kötött házassági szerződést, amelyben a koronát rájuk hagyja, amennyiben (fiú) utód nélkül halna meg. Ez ütközött ugyan a magyar rendek királyválasztási jogával, de bevett európai gyakorlat volt már a dinasztikus szerződések kötése. A királyválasztási jog egyébként is csak arra az esetre vonatkozott, ha az ország törvényes uralkodó nélkül maradna, a szerződéses viszony azonban megalapozta a Habsburg trónigényt.
II. Lajos halála után Szapolyai János erdélyi vajda lépett fel trónigénnyel, hivatkozva az 1505-ben hozott határozatra. Az ország nagyobb része elfogadta, de még azok között is voltak olyanok, akik „ingadoztak”, s jobban hajlottak I. Ferdinánd osztrák főherceg oldalára, aki szintén bejelentette igényét a magyar trónra. Szapolyainak sok ellensége volt, akik olthatatlanul gyűlölték őt. Mások nem utolsósorban hasznot reméltek valamelyik királytól, s ez nagyban meghatározta pártállásukat.
Szapolyai fontosabbnak látta a török elleni háborút, ami jogos és helyes volt, de ugyanakkor nem látta, hogy egyszerre két tűz között van, mert Ferdinánd is készült a háborúra ellene. Az 1527-ben meginduló, viszonylag azonos létszámú, de minőségileg jobb Habsburg-csapatokkal szemben alig néhány ütközet után feladta az országot Szapolyai, és Lengyelországba kellett menekülnie. I. Ferenc francia királlyal Fontainebleau-ban kötött szövetséget Ferdinánd és V. Károly ellen, de a franciák csak kihasználni akarták Szapolyait, fegyveres támogatást sohasem kapott tőlük. A lengyel király sem támogatta, noha ellentétei voltak a Habsburgokkal, de az oroszok elleni háború miatt veszélyes lett volna lépnie. Egyetlen lehetősége Szapolyainak csak az Oszmán Birodalom maradt, amely akkor válaszolt segélykérő levelére, amikor már az ország teljes területét elfoglalták az osztrákok. Szulejmán megbizonyosodhatott addigra, hogy Magyarország már végleg vesztett, és nem fog ellenállni a török terjeszkedésnek. Ettől kezdve egyedüli legfőbb ellenségének a Habsburgokat tartotta, amit utódai is így láttak. 1529-ben Szulejmán behatolt Magyarországra és az osztrák csapatokat gyorsan elűzte. Bár Bécs ostroma nem sikerült, a szultán gondoskodott arról, hogy Szapolyai se erősödjön meg, és Ferdinánd se tudja elfoglalni teljesen az országot. Ez a megosztott állapot a három részre szakadás előzménye volt.
Szapolyainak annyiszor csalódnia kellett a nyugatiakban, hogy most már inkább a törökök felé hajlott, de mindannyiszor rádöbbent, hogy a szultán nyájassága ellenére itt sem találhat kiutat a válságból. A többi magyar vezető sem tudta mitévő legyen, és sodródtak a két párt között, míg mások nagy hasznot fölözve álltak egyszer hol Ferdinándhoz, másszor Szapolyaihoz.
1533 után azonban némi reménysugár vetődött fel, miután a korrupt és nagyravágyó Lodovico Grittit Erdélyben megölték, Szapolyai egy új, becsületes és kötelességtudó, ugyanakkor bölcs és ravasz politikust tett kincstartójává, Fráter Györgyöt, aki ugyanakkor hűségesebbnek bizonyult, mint Gritti. György barát jövedelmet folyósított a kincstárba, és ügyesen talpra állította királyát, ezért Szapolyai megbízott benne.
Miután az osztrákok döntő vereséget szenvedtek a diakovári ütközetben, Szapolyai és Ferdinánd is úgy látták, tanácsosabb volna megbékélni és titokban megállapodást kötni. Minthogy Szapolyai már előrehaladott korban volt, nem volt remény utódlására, ezért inkább lemondott a trónról. A váradi békében elismerték azokat a területeket két külön királyságként, amelyeket birtokolnak, viszont miután Szapolyai meghal az ország teljes területe és megvédése a törököktől Ferdinándra száll, így tulajdonképpen félig szövetséget is kötöttek.

### Szapolyai halála
A kölcsönös bizalmatlanság a szerződő felekben megmaradt egymás iránt, és Szapolyai idővel meggondolta magát, s nem akarta érvényesíteni a váradi békében foglaltakat. Ehelyett megnősült és feleségül vette II. Zsigmond lengyel király lányát, Izabella hercegnőt, aki hamarosan fiú utódot szült.
Habár a béke nem tiltotta meg, hogy Szapolyai házasságra lépjen, vagy hogy gyermeke legyen, sőt ebben az esetben kárpótolták volna, hogy a Szepességet mint hercegséget megkapja és így a birodalmi választófejedelmek sorába emelkedik, de ehelyett a király szerette volna, ha születendő gyermeke, amennyiben fiú lesz, üljön helyette a magyar trónra. Ferdinánd fülébe is eljutott a hír, és ezért az öreg Szapolyai bemocskolására (amelyet már máskor is megtett) beárulta a titkos békét a szultánnak, remélve, hogy ez maga után vonja a török támadást. Az igazság az, hogy a szultán tudott a békéről már 1538-ban, viszont a dolgai másfelé kötötték. Első ízben IV. Péter moldvai vajdának (az előző háború egyik kulcsfigurájának) üzent hadat, mert a vajda túllépve hatáskörét és figyelmen kívül hagyva, hogy török hűbéressége miatt korlátozott önállósága van, nagyra törő tervekkel erdélyi és lengyelországi háborúkba bonyolódott bele.
Amikor Ferdinánd jelentette a szultánnak a Szapolyaival kötött egyezséget, Szulejmán pontosan felmérte a helyzetet, s tudta, hogy Szapolyaival még mindig úgy bánhat, ahogy akar, de természetesen nem bízott benne. A váradi békét mindössze egyszerű „eltévelyedés”-nek minősítette, amit „némi” ajándék fejében megbocsátott neki. Természetesen Ferdinánd is fogadkozott az adófizetés mellett, de elutasították a Portán.
Erdélyben azonban Majláth István, Balassa Zsigmond, valamint a tárnokmester Kendi Ferenc összeesküvést szőttek, amelyben egyebek között megállapodtak, hogy a betegeskedő király halála esetén kiválasztják utódát. Szapolyai megneszelte mire készülnek, és várandós feleségét Budán hagyta, ő pedig 1540 tavaszán elindult, hogy az ekkor már nyíltan kiütött zendülést elfojtsa. Tordán országgyűlést hívtak össze, ahol Majláthékat halálra ítélték, de Szapolyainak ereje nem volt, hogy az ítéletet végrehajtsa. Napjai meg voltak számlálva: május végén szélütés érte, emiatt már nem tudott lábra állni, és az utolsó napjait Szászföldön töltötte.
Július 7-én Izabellának fia született, János Zsigmond. A hírt gyorsan megvitték Szászsebesre Szapolyainak, aki már egyáltalán nem gondolt arra, hogy a váradi béke pontjait betartsa, csak arra. hogy fia számára biztosítsa a trónt. Gyorsan lediktálta végrendeletét, amelyben meghagyta, hogy semmiképp ne válasszák meg Ferdinándot királlyá, helyette hívei „feltétlenül” fektessék bizalmukat a szultánba! Betegsége és közelgő halála miatt már nem tudhatta mit írat le, de hívei betartották utasítását, aminek azonban rövidesen súlyos ára lett.

## A háború
A háború először ismételten csak polgárháborúnak indult, amelyhez várhatóan ismét külföldi intervenció jön. Ferdinándnak nem volt megfelelő katonai ereje, hogy megszállja az egész országot, Szapolyai pártját azonban mégis ki kellett iktatnia, mert ebben látta legfőbb akadályát az ország megszerzésének. A Szapolyai-párt azonban már nem volt túlságosan kiterjedt és erős sem, így a magyar törzsterületeket nem fogta igazán semmi össze, ez pedig kitette őket a török terjeszkedésnek.
A Majláth-féle felkelés sem segíthetett sokat Ferdinánd ügyének, aki a diakovári vereség óta lassan lábadozott. Fráter György a király halála után nyomban követséget küldött Konstantinápolyba szeptember 25-én, hogy elismertesse Szapolyai fiának, János Zsigmondnak az utódlási jogát. Ferdinánddal is alkudozásba bocsátkozott, egyébként a török-veszélyhez képest másodrendű kérdésekről. Ferdinándnak azonban sikerült egy kisebb sereget felállítania, és Leonhard von Fels vezetésével Buda ellen küldenie. Az ostromot viszont az osztrák fél nem erőltette, s miután nem tudták bevenni a várat, mert kitört a vérhasjárvány is, ezért Von Fels november közepén elvonult a vár alól, de Pestet megszállva hagyta egy magyarokból, csehekből és németekből álló sereggel.
A Pestet megszállva tartó erők ellen a Szapolyai-párt török segítséget kért, de a szendrői bég serege nem járt sikerrel, viszont a Pestet megszállva tartó Habsburg erők is inkább elszigetelődtek, habár a visszavonuló von Fels elfoglalta Tatát, Pápát, s megszállta Török Bálint környező birtokait, míg Petrovics Péter visszafoglalta tőlük Vácot, ezzel szemben Székesfehérvár átállt Ferdinánd oldalára.
György időközben elment Erdélybe, hogy eltiporja Majláth lázadását, aki hol Ferdinánd, hol Szulejmán felé hajlott (Fráterrel és Izabellával szemben). Bár több főúr, így Frangepán Ferenc kalocsai érsek és Perényi Péter felső-magyarországi főkapitány átállt Ferdinánd mellé, ez még nem ingatta meg a csecsemő király hatalmát, így a döntés mindenképp a fegyverekre hárult.
Miután Fráterék nem voltak hajlandóak teljesíteni a váradi békét, Ferdinánd éktelen haragra gerjedt, és Buda ellen küldte újjászervezett és jelentős számú, majdnem harmincezer fős seregét, amelyet azonban egy elég tehetetlen parancsnok, Wilhelm von Roggendorf vezetett, aki 1530-ban már járt Buda alatt.
A Habsburg-sereg tízszeres túlerőben volt a várvédőkkel szemben, s a falak is gyengék voltak. Izabella özvegy királyné kitartása egyből megingott, de Török Bálint és György barát nem tántorodtak meg a csecsemő király védelmében. Von Roggendorf jóllehet idejében fogott bele az ostromba, de a védők három hónapig kitartottak, jól kamatoztatva ezúttal is a vár helyzetéből fakadó előnyöket, s a tehetetlen Habsburg főparancsnok még a várban Izabella és György barát között kiütött meghasonlást sem tudta kihasználni.
Június végén a török felmentő sereg Drinápoly alatt összegyűlt, amelynek élére a szultán állt. Az előretolt gyorsan mozgó török egységek hamar beavatkoztak a harcokba, s számuk napról napra nőtt, ami egyre nagyobb erőket vont el az ostromtól. Mire a szultán beérkezett, a törökök az osztrákokat gyakorlatilag szétzilálták.

### Oda Buda!
Szulejmán augusztus 26-án Óbudán vert tábort. A váradi béke és korábbi tapasztalatai nyomán felmérte, hogy a Szapolyai-párt nem elég erős a Habsburg előretörés megállítására, ugyanakkor nem megbízható az ő szempontjából. Fráter György is tulajdonképpen ravasz húzással akarta egyszerre felhasználni Szulejmánt Ferdinánd ellen, közben úgy, hogy a török függőséget is lerázhassa magáról. Még Török Bálint is megjegyezte a ravasz barátról, hogy „az Isten sem ismeri ki magát rajta.” Szulejmánnak aggodalomra adott okot Török Bálint is, aki korábban még Ferdinánd táborában volt és nagy szerepet vállalt a törökök elleni harcokban.
Augusztus 29-én a mohácsi csata tizenötödik évfordulóján audienciára kérette a csecsemő királyt és a Szapolyai hívőket. A várőrség döntő része kivonult, így Budán alig maradt katonaság. Mialatt Izabella és a gyermek János Zsigmond a szultán sátrában volt, addig a janicsárok felmentek Budára, azzal az ürüggyel, hogy meg akarják szemlélni a várat és a király palotáját. Az őrség eleinte nem gyanakodott, mialatt a janicsárok a fontosabb pontokat megszállták. Mire a magyarok észbe kaptak, már késő volt. Buda ormain a lófarkas török lobogó lengett.

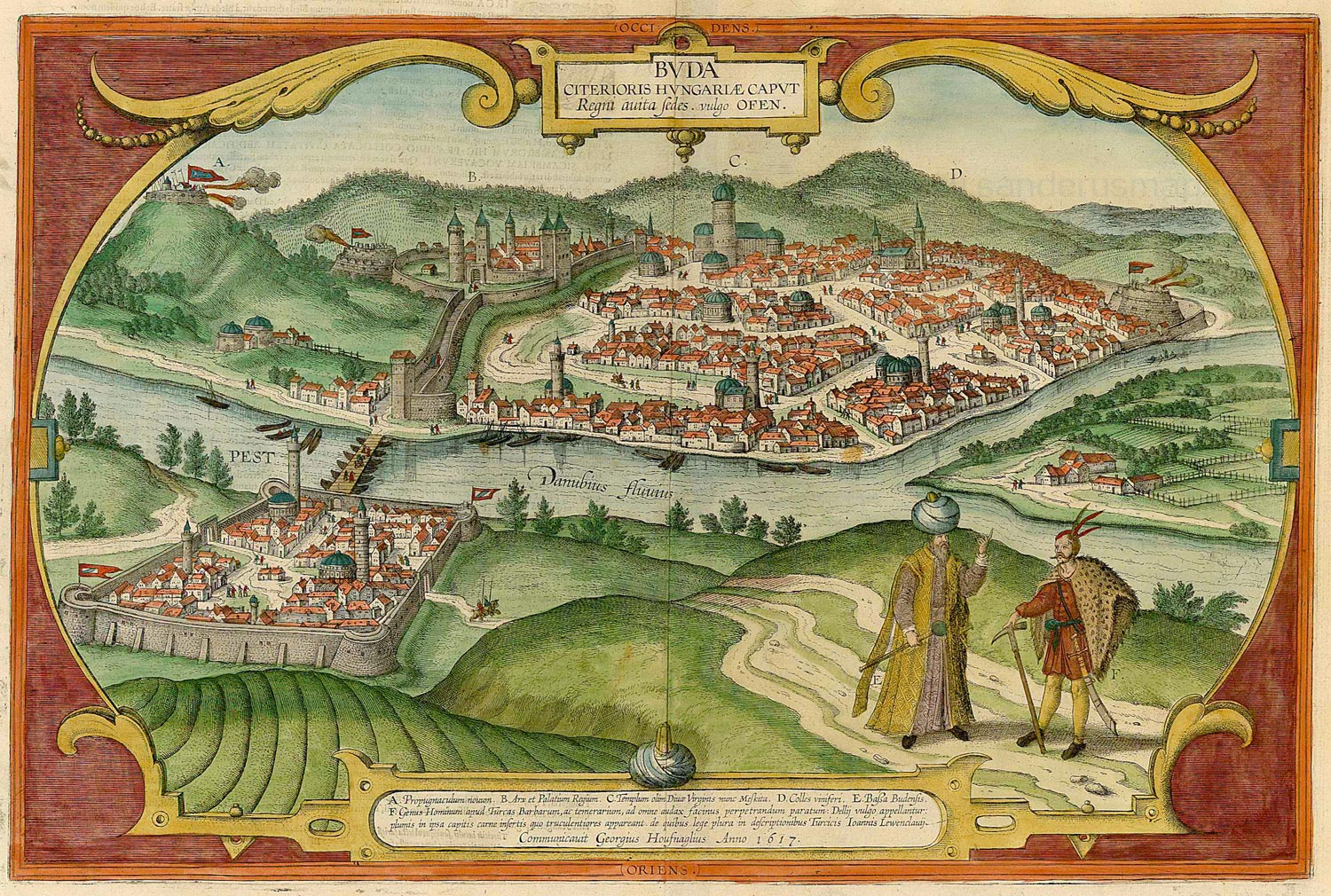
Buda vára 1617-ben, az Oszmán Birodalom a „szív gyönyörűségé”-nek nevezett budai várat megszakítás nélkül 145 éven át birtokolta

Alig másfél évtized után Magyarországnak egy újabb katasztrófa jutott osztályrészül: Buda elvesztése. Az Oszmán Birodalom a „szív gyönyörűségé”-nek nevezett várat 145 éven át birtokolta megszakítás nélkül.
Szulejmán azonban a látogatáson személyesen kezébe vette a kis királyfit. A gyermek látványa is hatással lehetett rá, de már korábban is eldöntötte, hogy az ország teljes bekebelezése túlságosan nagy falat lenne a birodalomnak, ezért egy rég bevált módszerhez folyamodott, amit a törökök azóta alkalmaztak a leigázott országokkal szemben, mióta csak Európába tették a lábukat. Az ország egy területe az uralmuk alá került (melyet szándékoztak bővíteni), míg egy másik részét hűbéressé tette. Erre a célra kijelölte Erdélyt és a Tiszántúlt, amely a Szapolyaiaknak mindig biztos hátterük volt, azonkívül könnyebben ellenőrizhette, mert távolabb esett Bécstől. Izabellával tehát közölte, hogy az erdélyi-tiszántúli országrészek az ő és fia birtokában maradhatnak, ami királyságnak minősült, s ezért cserébe tízezer arany évi adót kellett fizetnie.

### Újabb csalódások
Szulejmán szeptember 22-én hagyta el Budát, amely ezentúl a budai vilajet székhelyének számított. Fogságba elvitte magával Török Bálintot is, hogy túszként később felhasználhassa az erdélyiek ellen. Nemsokára követte őt Majláth is, akit az év végén kerítettek kézre a nikápolyi törökök és a havasalföldi vajda.
A kialakult hódoltsági terület nem volt a kezdetekben túl nagy. A mintegy húsz évvel azelőtt megszerzett Nándorfehérvár környéke és a Szerémség mellett a Duna mentén egy keskeny sáv vezetett fel Budáig, így erősebb védelme nem volt, de nem gondolhattak az adott helyzetben a mihamarabbi visszafoglalására.
Az egyik, hogy megsemmisítették a Habsburg fősereget, így Magyarország területén nem volt jelentős katonaság. A magyar csapatok is jórészt kivéreztek. Erdélyben György barátéknak sem voltak jelentősebb erőik és Horvátország is már csak pusztaságként terült el, amit további török támadások sújtottak. V. Károly is le volt kötve, mert Franciaországgal újabb háború volt készülőben.
Azonkívül Buda elfoglalása óriási sokkhatást váltott ki, mert Budát ezúttal a végleges meghódítás szándékával vette be és mindezt különösebb erőfeszítés nélkül. Az ország ezzel már három részre szakadt, és bizonyosan hosszabb időre hadszíntérré vált. Mivel ez a frontvonal a belső részen merevedett meg, korábbi magyar törzsterületek pusztulhattak el.
Habár az első periódusban nem volt nagy a Budát és Pestet védő törökök száma (csupán 3000 katona) és a védelmét nehezen látták el Eszék, Mohács és Szekszárd erősségei, még nehezebben a szerémségi törökök, mivel tőlük közel 150–200 km-re állt. De egyik még keresztény kézben levő várban sem volt számottevő őrség, hogy portyázással akadályozhassa a Budával való összeköttetést.
Mivel még a külföld is hatalmasat nézett Buda elestén, ezért V. Károly és hercegei megrettentek, mert minden jelentősebb vár elfoglalásával úgy vélték, az oszmánok közelebb kerülnek ahhoz, hogy megtámadják Németországot is. Ebben a helyzetben V. Károly igen könnyen fogadta el annak ötletét, hogy mihamarabb foglalják vissza a magyar fővárost. Ehhez pedig egyezséget kötött december 29-én Gyaluban Izabelláékkal. Fráter György ugyanis igencsak fontosnak érezte ezt, mert tudta, hogy Buda elvesztése az ő bűne is. A gyalui egyezmény értelmében Izabella átadja a koronát és Erdély csatlakozik a Magyar Királysághoz, ezért cserébe fiának visszajárnak apja szepességi birtokai. A speyeri birodalmi gyűlésen több mint egymillió forint hadiadót szavaztak meg, és itthon a besztercebányai országgyűlés is kimondta a rendkívüli hadiadó kivetését. Ferdinánd is nagy értékű élelmiszert halmozott fel, és felvették a kapcsolatokat a trónját visszanyert Péter vajdával, hogy Moldva is lépjen be a háborúba. Ha sikerül jól kontrollálni az erőket Magyarországról, a Német Birodalomból, Erdélyből és Moldvából, akkor talán sikerül összeroppantani a Duna mellett még frissen kialakult hódoltságot.
Cseh- és Morvaország az előző években elszenvedett vereségek miatt ódzkodott közvetlenül katonailag fellépni, ehelyett a tőlük befolyt pénzből minél több magyar lovast kívántak zsoldba állítani, mert ez bizonyult hatékonynak a török könnyűlovasság ellen.
1542-ben nagy seregek álltak készen, amelyek kiegészültek itáliai csapatokkal (egyebek között Róma, Milánó, Velence), valamint a Raguzai Köztársaság erőivel is. A látványos szervezés ellenére már az elején komoly problémák keletkeztek. A hadsereg vezéréül (a protestánsok megnyerése végett) II. Joachim brandenburgi választófejedelmet jelölték ki, aki fiatal kora miatt nem rendelkezett katonai tapasztalatokkal. Számos német előkelőség is eljött a hadjáratra, akik azonban jobbára a hadipénztárt élték fel útközben rendezett unaloműző mulatságokkal. A csapatok összevonása is lassan haladt. A hadjáratban részt vevő Thurzó Elek is megjegyzi gúnnyal: „Azt kell hinnem, hogy mindaz amit e hadjáratról közönségesen végeztek, mindaz csak értem határoztatott, s ellene tenni csak nekem nem szabad.”
A keresztény sereg huszonnégy nap alatt érkezett Pest alá. Mire odaértek a törökök jelentős erőket hoztak a várba. Szulejmán mikor értesült az esetről, attól félt, hogy a keresztények elérik Nándorfehérvárt is, de nem így lett. A tehetetlen főparancsnoknak csak arra jutott ideje, hogy Pest ostromával törődjék. A látszólag gyenge falakat a birodalmi sereg nem tudta elfoglalni, és két hét után szégyenszemre hazakulloghatott.
A vereség szégyenteljes volt az egész birodalomra nézve, amit egyebek közt nemcsak az eredményezte, hogy ennek ürügyén a szultán 1543-ra hadjáratot helyezett kilátásba Magyarország ellen, mellyel meg akarta leckéztetni Ferdinándot, hanem még a franciákat is felbátorította, akik nyugatról lendültek támadásba.

### Az 1543. évi hadjárat
Szulejmán látszólag Joachim akciójának megtorlására vezette hadait Magyarországra, valójában gondoskodni kívánt Buda védelméről, azzal, hogy a mostani hódoltsági területet újabb hódításokkal kiegészíti, így hatékonyabbá teheti a vilajet székhelyének védelmét.
A hadjáratnak volt azonban egy másodlagos célja is: Bécs elfoglalása. De ezt Szulejmán csak úgy hajtotta volna végre, ha Nyugatról francia szövetségesei is támadásba lendülnek. Ha I. Ferenc seregei gyorsan előrenyomulnának, akkor lehetőség nyílik arra, hogy a francia-török sereg elfoglalja a főherceg székvárosát.
A helyi török erők már tavasszal elkezdték a harcot, hogy előkészítsék a terepet a szultáni sereg számára. Elsőként Mohács és Pozsega bégjei törtek be Szlavóniába, s nyomukban elesett Atyina, Sofronica, Fejérkő és Raholca. Valpó alatt azonban Perényi Péternek sikerült megállítania a pozsegai béget. Mivel a tervezett vonulás útjába esett Valpó, ezért a ruméliai beglerbég vonult második stádiumban Valpó ellen, és június 23-án elfoglalta.
A felvonuló szultáni fősereg (a számát illetően 60-80 ezer katonát számolhatott), tatár segédcsapatokkal behatolt a Dunántúlra és ostrom alá vette Siklóst, amelyet a szabad elvonulás fejében védői feladtak.
A Dél-Dunántúl másik legfontosabb várát, Pécset ennél sokkal könnyebben vették be a törökök. Pécs elfoglalásával a visszavonuló szultán egyszer már próbálkozott, de akkor nem sikerült bevenni a várat. Miután a püspök Váraljai Szaniszló elmenekült Fehérvárra, vele együtt számos pécsi igyekezett menekülni a városból, a várkatonaság a nyomukba eredt fosztogatni őket, erre az eszéki és mohácsi bég katonái valósággal besétáltak a várba június 29-én.
A szultán balszárnyát képező Ahmed ruméliai beglerbég Tolnában elfoglalt néhány kisebb erősséget, köztük Máré és Sász várát, hogy Szulejmán tovább vonulhasson északnak.
Július 23-án érkeztek a főerők Budára, ahonnét a budai és ruméliai török erők nyomban Esztergom ellen vonultak, utánuk pedig a fősereg vonult és teljesen bekerítették a várost és a várat. Az erősséget védő német, magyar, olasz és spanyol katonaság egy darabig visszaverte a támadókat, de az aknarobbantások és a heves nehéztüzérségi tűz miatt a gyenge falak jelentős károkat szenvedtek, ezért a védők nem tehettek mást, minthogy megadták magukat (augusztus 10.). A felmentésükre semmilyen keresztény katonai erő nem érkezett.
Egy héttel később Tata adta meg magát, ahol csak hatszáz katonával állomásozott Hannibal Tasso. Ezután a szultán Székesfehérvár ellen vezette a csapatait, amit a jeles parancsnok, Varkocs György védett négyezer katona és hatezer felfegyverzett polgár élén. Varkócs egy kirohanás alkalmával elesett, tulajdonítható ez a polgárok gyávaságának, akik mögötte bezárták a kapukat, attól félve, hogy a törökök betörnek oda. Szeptember 4-én Székesfehérvár is megadta magát.
Augusztus 22-én a Földközi-tenger partján a oszmán-francia flotta ostrommal elfoglalta az akkor még Itáliához tartozó Nizza tengerparti várost és Korzikát is. Észak-Itália és Dél-Németország ugyan közvetlen veszélyben volt, de a szultáni haderő Fehérvár ostroma után visszavonult, és nem támadt Bécs ellen. Valószínűleg a francia csapatok távolmaradása miatt tett le tervéről, de az elsődleges kitűzött célt, a hódoltság megerősítését elérte.
Mialatt Székesfehérvár ostroma zajlott, addig Győr alatt magyarországi és német csapatokból (amelyhez a cseh-morva haderők megint nem akartak társulni) álló sereg gyűlt össze, amelyet egyes források 40 000 főre tesznek, sokkal valószínűbb azonban, hogy feleennyi katona állomásozott ott. A keresztény csapatok azonban az 1542. évi kudarc miatt annyira demoralizáltak voltak, hogy szinte bénultan vesztegeltek a Duna mellett.

### Befejező stádium
1544-ben Szulejmánt keletre szólította egy újabb konfliktus, ugyanis kiújult a háború Perzsiával. Azonban a török katonai fölénye még a szultán nélkül is érvényesült. Jahjaoglu Mehmed budai pasa serege a többi hódoltsági bég csapatával éppen elegendő volt ahhoz, hogy további hódításokat vigyen végbe a háború további szakaszában, aki a magyar belháború egyik veteránja volt. A hódoltsági hadsereg jelentő katonai fölényét jelzi, hogy Mehmed 1545 végéig meghódította Tolnát, amelyet a Döbrököz teljes alávetésével, Ozora, Simontornya és Tamási elfoglalásával fejezett be. A Tolna védelmét irányító Werbőczy Imrének ez rendkívül nagy csapás volt, mert az oszmánok ádáz ellenségeként minden erejét felhasználta, hogy a török terjeszkedést gyengítse és hátráltassa. Tolna elvesztésével legfontosabb bázisától fosztották meg, ezért ettől kezdve nem tudott olyan hatásosan fellépni a törökök ellen, mint azt korábban tette.
Mehmed pasa hódításai közül még ki kell emelni Visegrád elfoglalását, a Duna túlsó oldalán pedig Hatvan és Nógrád török kézre kerülését, előbbinek őrsége Egerbe menekült, miután felgyújtotta a palánkot, míg Visegrádot az ivóvíz elfogyta után adta fel Amádé Péter.
Felmentő sereg felállítására az 1544. évi harcokban egyetlen esetben sem került sor.
Tovább folytatódtak a török támadások Horvátországban is. Ulema boszniai pasa Velika elfoglalása után vereséget mért a felmentésére jövő horvát-német csapatokra, akiket Zrínyi Miklós vezetett.
Keresztény részről csak egy-két eredményes összecsapásról tudunk az országban. Az egyik Vásárhely (Somlyóvásárhely) mellett lezajlott csata, ahol a Győrből jövő lovasok megfutamították a szultán oldalán harcoló tatárokat, egy másik pedig Szalka mellett, ahol az esztergomi bég seregére mértek vereséget Thury György jeles bajvívó hadai.

### A háború vége
Hosszas tárgyalások után 1545-ben fegyverszünet jött létre a Habsburgok és az Oszmán Birodalom között. Két évvel később aláírták Drinápolyban a békét. A törökök érvenyesítették foglalásukat Horvátországban és Magyarországon, míg a főherceg a többi területért adót fizetett. A béke némi időt hagyott Ferdinándnak, hogy egy védelmi vonalat, valamiféle végvárrendszert hozzon létre, mert más esélye a török megállítására nem volt.

## A következmények
A már hivatalosan is nyílt Habsburg-török háborúban, különösen az 1543 és 1544 között végrehajtott várfoglalások nyomán a hódoltságot a török hadsereg vagy 50–100 km-nyi övezettel nagyobbította, amely hozzájárult a Duna jobb partján levő ún. Buda–Konstantinápoly hadi- és folyamútvonal biztosításához, amely az utánpótlását biztosította a budai vilajet székhelyének. Az elfoglalt erősségek megerősítésével pedig minden oldalról várakkal lehetett védeni a visszafoglaló támadásokkal szemben Budát.
Az elfoglalt várak újabb bázisokat jelentettek, mert a lovasságuk portyázásra indult a határ másik oldalára, ahol először egy akció keretében megfélemlítették a falvak és mezővárosok lakóit, akik ezentúl adót fizettek nekik. Ezzel a katonailag és közigazgatásilag is vezetett hódoltság egy peremterülettel is bővült, amely hivatalosan nem volt az Oszmán Birodalom része, de lakói az oszmán adózási listákon szerepeltek. Egyes szandzsákokat is úgy alakítottak ki eleve, hogy a nekik adózó helységek nagyobb része a határ mellett álló végvárak mögé esett. Erre a legjobb példaként Esztergom és Székesfehérvár hozható fel.